# Marc Dillen
Marc Dillen (5 augustus 1959) is een Belgische voetbaltrainer.
Hij werd in 2013 aangesteld als trainer van K. Lyra TSV. Hiervoor was hij hoofdtrainer van onder andere Eendracht Aalst, Verbroedering Geel-Meerhout, Londerzeel SK, KFC Duffel, KSV Bornem en KFC Lille. 
Na een zware blessure moest hij op 29-jarige leeftijd een punt zetten achter zijn voetbalcarrière. Op dat moment was hij actief in de Tweede klasse. Hij werd hulptrainer bij VC Westerlo en startte van daaruit zijn trainerscarrière op. Hij behaalde vijf kampioenstitels in zijn trainerscarrière.
Op 56-jarige leeftijd beëindigde Dillen zijn actieve carrière als trainer, na meer dan een kwarteeuw actief te zijn bij in totaal 10 teams.
Marc Dillen is vader van professor ondernemerschap Yannick Dillen.

## Trainerscarrière
- 1991-1992: VC Westerlo (3e klasse, hulptrainer)
- 1992-1993: Verbroedering Meerhout (1e provinciale)
- 1993-1994: Witgoor Dessel (1e provinciale)
- 1994-1996: KFC Lille (1e provinciale + 4e klasse)
- 1996-1998: KSV Bornem (1e provinciale)
- 1998-2000: KFC Lille (4e klasse)
- 2000-2005: KFC Duffel (1e prov.)
- 2005-2008: SK Londerzeel (4e klasse + 3e klasse)
- 2008-2009: Eendracht Aalst (3e klasse)
- 2010-2011: Verbroedering Geel-Meerhout (3e klasse)
- 2011-2012: KFC Duffel (4e klasse)
- 2013-2015: K. Lyra TSV (4e klasse)